# Amphioplus daleus
Amphioplus daleus är en ormstjärneart som först beskrevs av George Richard Lyman 1879.  Amphioplus daleus ingår i släktet Amphioplus och familjen trådormstjärnor. Inga underarter finns listade i Catalogue of Life.